# Jorge de Lima
Jorge Mateus de Lima (União dos Palmares, 23 aprile 1893 – Rio de Janeiro, 15 novembre 1953) è stato uno scrittore, poeta e politico brasiliano.

## Biografia
Figlio di un ricco mercante, all'età di nove anni si trasferì con la madre e i fratelli a Maceió. Nel 1909, quando aveva 16 anni, si trasferì a Salvador de Bahia, dove iniziò a studiare medicina. Completò gli studi a Rio de Janeiro nel 1914, ma decise che non voleva fare il medico ma il poeta. Quello stesso anno, pubblicò il suo primo libro di poesie, XIV Alexandrinos. Compose le prime poesie con la metrica alessandrina, ma poi diventò modernista.
Tornò a Maceió nel 1915 e si dedicò alla letteratura, alla medicina e alla politica. Fece parte dell'Assemblea legislativa di Alagoas dal 1918 al 1922. La rivoluzione del 1930 lo ispirò a trasferirsi a Rio de Janeiro, dove aprì un ufficio vicino a Cinelândia. In seguito, l'ufficio servì anche come studio d'arte e luogo di ritrovo per gli intellettuali. Durante questi incontri conobbe Murilo Mendes, Graciliano Ramos e José Lins do Rego. In questo periodo, pubblicò dieci libri, tra cui cinque raccolte di poesie.
Nel 1935 si convertì al cattolicesimo e molte delle sue poesie successive riflettono la sua religiosità.
Nel 1939 decise di dedicare più tempo alle arti visive, partecipando ad alcune mostre. Tra il 1937 e il 1945, la sua candidatura all'Accademia brasiliana delle lettere venne rifiutata sei volte. Nel 1952 pubblicò il suo libro più importante, Invenzione di Orfeo. Nel 1953, pochi mesi prima di morire, registrò delle poesie per gli Archives of the Spoken Word alla Biblioteca del Congresso.

## Opere

### Poesia
- XIV Alexandrinos (1914)
- O Mundo do Menino Impossível (1925)
- Poemas (1927)
- Novos Poemas (1929)
- O acendedor de lampiões (1932)
- Tempo y Eternidade (1935)
- A Túnica Inconsútil (1938)
- Anunciação y encontro de Mira-Celi (1943)
- Poemas Negros (1947)
- Livro de Sonetos (1949)
- Obra Poética (1950)
- Invenzione di Orfeo (Invenção de Orfeu) (1952) ISBN 88-7047-029-6

### Romanzi
- Salomão e as Mulheres (1927)
- O anjo (1934)
- Calunga (1935)
- A mulher obscura (1939)
- Guerra dentro do beco (1950)

### Saggi
- A Comédia dos Erros (1923)
- Dois Ensaios: Proust e Todos Cantam sua Terra (1929)
- Anchieta (1934)
- História da Terra e da Humanidade (1937)
- Vida de São Francisco de Assis (1942)
- D. Vital (1945)
- Vida de Santo Antonio (1947)